# كين ماكيفر
كين ماكيفر هو سياسي أسترالي، ولد في 26 أكتوبر 1928، وتوفي في 23 سبتمبر 1988. انتخب عضو الجمعية التشريعية لأستراليا الغربية ‏.